# Вона та війна
«Вона та війна» (англ. W in W (women in war)) — український документальний фільм 2017 року режисерки Марії Кондакової за сценарієм Яни Пономаренко про українських жінок, які вирішили піти захищати Україну на війні. Фільм мав робочу назву «Міцна та ніжна», під якою і став одним із переможців конкурсного відбору Держкіно[джерело?].

## Сюжет
Неоголошена війна на сході України в одну мить зруйнувала мирне життя багатьох українців. Тисячі українських жінок взяли на себе обов'язок стати солдатками й ризикувати своїм життям заради миру та свободи у своїй країні. Цей повнометражний документальний фільм спостерігає за трьома такими жінками та за їхнім життям, якого вони ніколи для себе не очікували.

## У ролях
Валерія Бурлакова, Марія Кушнір, Ірина Іванюш.[джерело?]

## Знімальна група
- Авторка сценарію — Яна Пономаренко
- Режисерка-постановниця — Марія Кондакова
- Продюсери — Володимир Філіппов, Андрій Суярко, Алла Овсяннікова, Жюльєн Берлан
- Оператор — Сергій Стеценко
- Композитор — Антон Байбаков
- Монтаж — Іван Банніков[джерело?]

## Нагороди та номінації
| Список нагород та номінацій | Список нагород та номінацій | Список нагород та номінацій | Список нагород та номінацій | Список нагород та номінацій | Список нагород та номінацій |
| Кінофестиваль/Кінопремія    | Рік                         | Категорія                   | Номінант(и)                 | Результат                   | Дж                          |
| --------------------------- | --------------------------- | --------------------------- | --------------------------- | --------------------------- | --------------------------- |
| Премія «Золота дзиґа»       | 19.04.2019                  | Найкращий монтаж            | Іван Банніков               | Перемога                    | [ 1 ]                       |